# مارتينا بروكس
مارتينا بروكس (بالإنجليزية: Martina Brooks)‏ هي صحفية ليبيرية، ولدت في 21 نوفمبر 1983 في New Kru Town ‏ في ليبيريا.